# Axechina raspailioides
Axechina raspailioides är en svampdjursart som beskrevs av Jörn Hentschel 1912. Axechina raspailioides ingår i släktet Axechina och familjen Raspailiidae.
Artens utbredningsområde är havet kring Indonesien. Inga underarter finns listade i Catalogue of Life.